# Yevgeny Marchenko
Yevgeny Alexeevich Marchenko(né le 24 février 1964) est un gymnaste acrobatique letton qui est ensuite devenu entraineur en gymnastique artistique notamment de l'américaine Carly Patterson lorsqu'elle a gagné la médaille olympique aux Jeux d'Athènes en 2004

## Gymnastique acrobatique
Marchenko est né en Lettonie et il a participé aux compétitions de gymnastique acrobatique sous les couleurs de l'union soviétique associé en pair mixte avec Nelli Miller puis Natalia Redkova. 
Durant sa carrière, il a gagné cinq titres de champion du monde, quatre titres européens et un titre national de l'URSS.

### Titres mondiaux
- 1986, VII à Rennes
  -  Or en général , duo mixte avec Nelli Miller
  -  Argent en exercice statique, duo mixte avec Nelli Miller
  -  Or en exercice dynamique, duo mixte avec Nelli Miller
- 1990, IX à Augsbourg
  -  Or en général , duo mixte avec Natalia Redkova
  -  Or en exercice statique, duo mixte avec Natalia Redkova
  -  Or en exercice dynamique, duo mixte avec Natalia Redkova

## Entraineur en gymnastique artistique
Marchenko et son ami de toujours, Valeri Liukin, ont déménagé aux États-Unis après avoir pris leur retraite de la gymnastique. Marchenko et Liukin ont alors créer leur propre salle de gymnastique à Plano.
Marchenko a été entraîneur personnel de Carly Patterson, Hollie Vise et Ava Verdeflor (en) par le passé.